# Seznam divizij NOV in POJ
Seznam divizij NOV in POJ.
| Pehotne divizije NOV in POJ              | Pehotne divizije NOV in POJ | Pehotne divizije NOV in POJ |
| Ime divizije                             | Ustanovljena                | Opombe |
| ---------------------------------------- | --------------------------- | --- |
| 1. proletarska divizija (NOVJ)           | 1. november 1942            | |
| 2. proletarska divizija (NOVJ)           | 1. november 1942            | |
| 3. (črnogorska) divizija (NOVJ)          | 9. november 1942            | |
| 4. (krajinska) divizija (NOVJ)           | 9. november 1942            | |
| 5. (krajinska) divizija (NOVJ)           | 9. november 1942            | |
| 6. proletarska divizija »Nikola Tesla«   | 22. november 1942           | do 19. marca 1944 6. (liška) divizija NOVJ |
| 7. (banijska) divizija (NOVJ)            | 22. november 1942           | |
| 8. (kordunaška) divizija (NOVJ)          | 22. november 1942           | |
| 9. (dalmacijska) divizija (NOVJ)         | 13. februar 1943            | razpuščena 12. aprila 1943; ponovno ustanovljena v začetku septembra 1943                                                                                             |
| 10. (krajinska) divizija (NOVJ)          | 13. februar 1943            | |
| 11. (krajinska) divizija (NOVJ)          | 1. april 1943               | |
| 12. (slavonska) divizija (NOVJ)          | 30. december 1942           | |
| 13. (primorsko-goranska) divizija (NOVJ) | druga polovica aprila 1943  | |
| 14. (slovenska) divizija (NOVJ)          | 13. julij 1943              | 3. novembra 1951 preimenovana v 14. proletarsko divizijo JLA |
| 15. (slovenska) divizija (NOVJ)          | 13. julij 1943              | |
| 16. (vojvodinska) divizija (NOVJ)        | 11. julij 1943              | |
| 17. (vzhodnobosanska) divizija (NOVJ)    | 2. julij 1943               | |
| 18. (slovenska) divizija (NOVJ)          | 14. september 1943          | |
| 19. (severnodalmatinska) divizija (NOVJ) | prva polovica oktobra 1943  | |
| 20. (srednjedalmatinska) divizija (NOVJ) | 10. oktober 1943            | |
| 21. (srbska) divizija (NOVJ)             | 20. maj 1944                | |
| 22. (srbska) divizija (NOVJ)             | 22. maj 1944                | |
| 23. (srbska) divizija (NOVJ)             | 6. junij 1944               | |
| 24. (srbska) divizija (NOVJ)             | 10. junij 1944              | |
| 25. (srbska) divizija (NOVJ)             | 21. junij 1944              | |
| 26. (južnodalmatinska) divizija (NOVJ)   | prva polovica oktobra 1943  | |
| 27. (vzhodnobosanska) divizija (NOVJ)    | 10. oktober 1943            | |
| 28. (slavonska) divizija (NOVJ)          | 17. maj 1943                | |
| 29. (hercegovska) divizija (NOVJ)        | 21. junij 1943              | |
| 30. (slovenska) divizija (NOVJ)          | 6. oktober 1943             | ob ustanovitvi imela ime Goriška divizija; 27. decembra 1943 preimenovana v 32. (slovenska) divizija NOVJ; januarja 1944 preimenovana v 30. (slovenska) divizija NOVJ |
| 31. (slovenska) divizija (NOVJ)          | 6. oktober 1943             | ob ustanovitvi imela ime Triglavska divizija; oktobra 1943 preimenovana v 26. (slovenska) divizija NOVJ; januarja 1944 preimenovana v 31. (slovenska) divizija NOVJ   |
| 32. (zagorska) divizija (NOVJ)           | 12. december 1943           | |
| 33. (hrvaška) divizija (NOVJ)            | 19. januar 1944             | |
| 34. (hrvaška) divizija (NOVJ)            | 30. januar 1944             | |
| 35. (liška) divizija (NOVJ)              | 30. januar 1944             | razpuščena 2. aprila 1945 |
| 36. (vojvodinska) divizija (NOVJ)        | 3. marec 1944               | |
| 37. (sandžaška) divizija (NOVJ)          | 4. marec 1944               | |
| 38. (bosanska) divizija (NOVJ)           | 6. marec 1944               | |
| 39. (bosanska) divizija (NOVJ)           | 26. marec 1944              | |
| 40. (slavonska) divizija (NOVJ)          | 15. julij 1944              | |
| 41. (makedonska) divizija (NOVJ)         | 25. avgust 1944             | |
| 42. (makedonska) divizija (NOVJ)         | 7. september 1944           | |
| 43. (istrska) divizija (NOVJ)            | 29. avgust 1944             | |
| 45. (srbska) divizija (NOVJ)             | 3. september 1944           | |
| 46. (srbska) divizija (NOVJ)             | 20. september 1944          | |
| 47. (srbska) divizija (NOVJ)             | 1. oktober 1944             | razpuščena maja 1945 |
| 48. (makedonska) divizija (NOVJ)         | 28. september 1944          | |
| 49. (makedonska) divizija (NOVJ)         | 10. september 1944          | |
| 50. (makedonska) divizija (NOVJ)         | 17. september 1944          | razpuščena 6. decembra 1944 |
| 51. (makedonska) divizija (NOVJ)         | 19. oktober 1944            | 6. decembra 1944 preimenovana v 50. (makedonska) divizija (NOVJ) |
| Kumanovska divizija (NOVJ)               | sredina oktobra 1944        | razpuščena 6. decembra 1944 |
| 51. (vojvodinska) divizija (NOVJ)        | 31. oktober 1944            | |
| 52. (kosmetska) divizija (NOVJ)          | 8. februar 1945             | |
| 53. (srednjebosanska) divizija (NOVJ)    | julij 1944                  | |
| Letalske divizije NOV in POJ             |                             | |
| Ime divizije                             | Ustanovljena                | Opombe |
| 11. letalskolovska divizija (NOVJ)       | 29. december 1944           | |
| 42. letalskojurišna divizija (NOVJ)      | 29. december 1944           | |
| Italijanske divizije v (NOVJ)            |                             | |
| Ime divizije                             | Ustanovljena                | Opombe |
| Divizija »Garibaldi« NOVJ                | 2. december 1943            | |
| 1. divizija »Garibaldi Natisone«         | 1944                        | |
| Divizija »Garibaldi Fontanot«            | 30. april 1945              | |
| Divizija »Venetia«                       | 1943                        | |
| Tržaška divizija                         |                             | |
| Divizije KNOJ                            |                             | |
| Ime divizije                             | Ustanovljena                | Opombe |
| 1. (hrvaška) divizija (KNOJ)             | 5. avgust 1944              | |
| 2. (hrvaška) divizija (KNOJ)             | december 1944               | |
| 3. (bosanskohercegovska) divizija (KNOJ) | december 1944               | |
| 4. (beograjska) divizija (KNOJ)          | december 1944               | |
| 5. (srbska) divizija (KNOJ)              | 10. januar 1945             | |
| 6. (črnogorska) divizija (KNOJ)          | september 1945              | |
| 7. (vojvodinska) divizija (KNOJ)         | 18. december 1944           | |
| 8. (makedonska) divizija (KNOJ)          | 6. december 1944            | |